# Phacochoerus

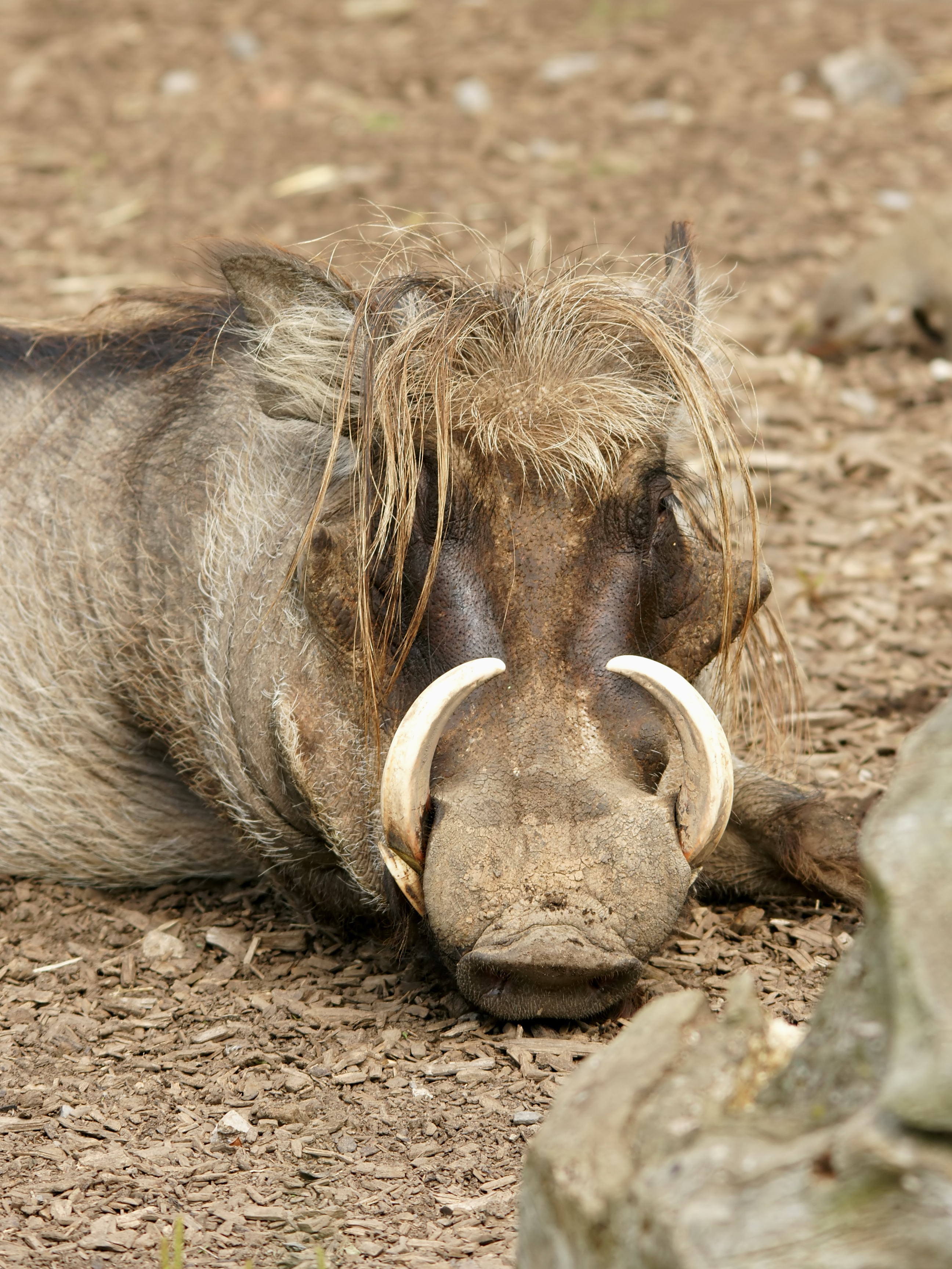

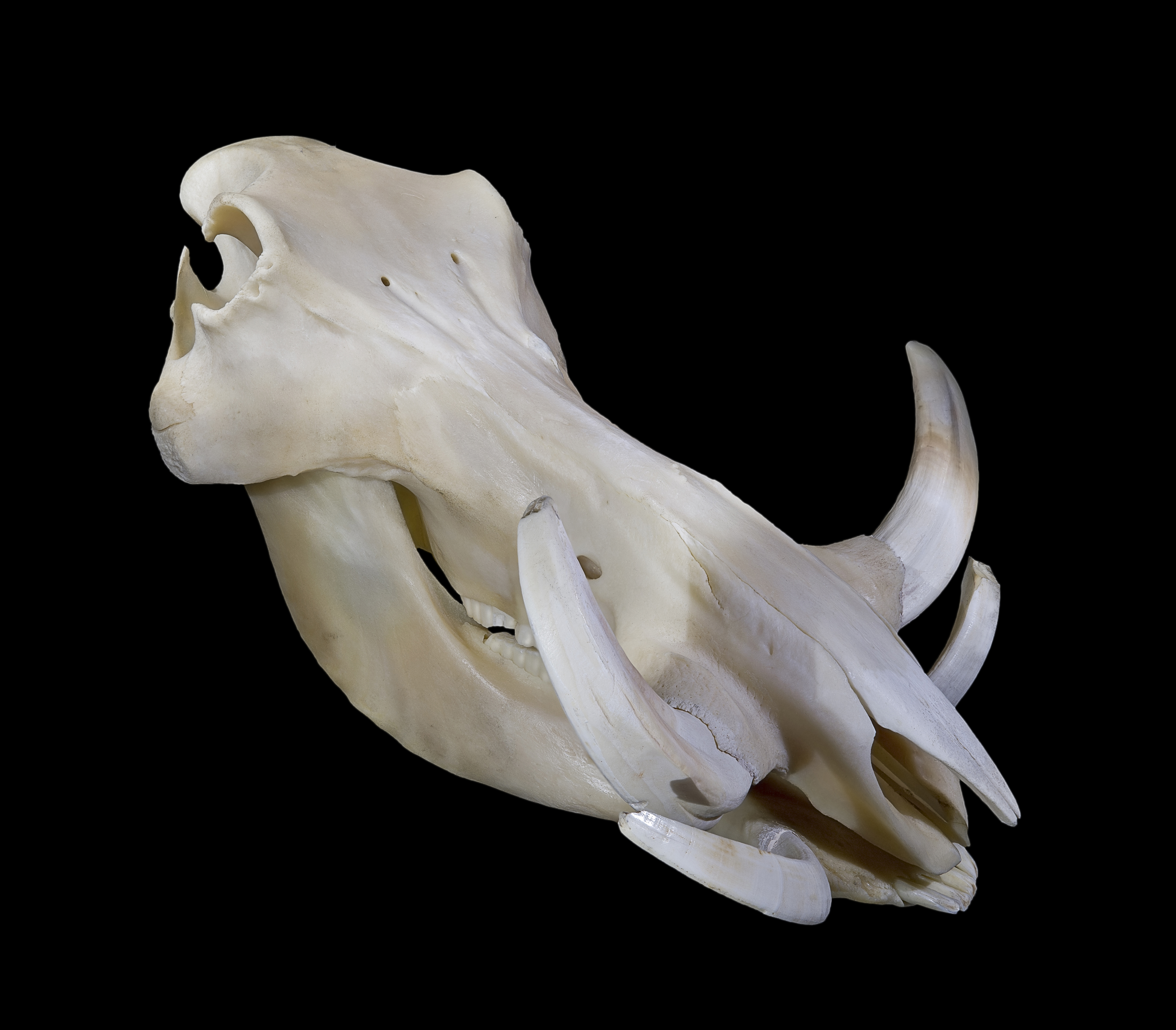
crani

Phacochoerus és un gènere d'artiodàctils de la família dels súids, que conté dues espècies: el facoquer (P. aethiopicus) i el facoquer africà (P. africanus). Aquestes dues espècies habiten a Àfrica, al sud del Sàhara. Prefereixen les sabanes àrides i humides, evitant deserts, boscos i muntanyes. Al contrari que els altres súids, els facoquers toleren bé la sequedat i les temperatures elevades.